# Compsocerus violaceus
Compsocerus violaceus är en skalbaggsart som först beskrevs av White 1853.  Compsocerus violaceus ingår i släktet Compsocerus och familjen långhorningar.
Artens utbredningsområde är:
- Paraguay.
- Uruguay.

Inga underarter finns listade i Catalogue of Life.